# Powidl
El Powidl o Powidel (del checo povidla o del polaco powidła ) es un postre a base de ciruela tradicional de la gastronomía austriaca. A diferencia de la mermelada y del Pflaumenmus alemán, el Powidl se prepara sin añadir edulcorantes o estabilizantes.

## Características
El Powidl se cuece durante horas para conseguir la dulzura y la consistencia necesaria. Las ciruelas usadas han de ser recogidas lo más tarde posible. La mejor época de recolección suele ser después de las primeras heladas, para asegurarse de que contengan suficiente azúcar.
En Austria y en Bohemia, el Powidl es la base del Buchteln, del koláč, del pastel de Powidl y del Germknödel, pero también se usa para untar en los sándwiches. El Powidl puede ser conservado durante largo tiempo sin perder ninguna de sus cualidades, especialmente si se guarda en los tarros tradicionales.

## Tradiciones
Tradicionalmente, en otoño se preparaban y almacenaban grandes cantidades de Powidl para servir de reserva durante todo el invierno, además de como edulcorante para las comidas. El Powidl se preparaba en grandes eventos comunales, ya que era un trabajo muy duro. Toda la comunidad se reunía y se turnaban para cocerlo y hacer todo el trabajo mucho más fácil. La palabra checa povidla (que solo existe en plural), deriva de la palabra povídat, que quiere decir "contar historias". Durante la elaboración de este producto en comunidad, los más mayores contaban historias a los más pequeños
- Datos: Q256622
- Multimedia: Powidl / Q256622